# Nuestra Señora de Talavera (actual)
Nuestra Señora de Talavera es una localidad argentina ubicada en el municipio de El Quebrachal, Departamento Anta de la Provincia de Salta. Se encuentra sobre la Ruta Nacional 16, a 30 km de la cabecera del municipio y a 43 km del límite con la Provincia del Chaco, siendo la segunda localidad antes del límite. Se desarrolló a partir de una estación del ferrocarril Belgrano.

## Toponimia
Su nombre es en referencia a la antigua ciudad de Nuestra Señora de Talavera de Esteco, destruida en 1692. Dicha ciudad tuvo varios emplazamientos, pero ninguno corresponde a la actual localidad.

## Economía
Es una zona agrícola, en los alrededores se cultiva principalmente algodón y soja. Cuenta con una desmotadora propiedad de una empresa con grandes extensiones de cultivo en la localidad.

## Defensa Civil

### Sismicidad
La sismicidad del área de Salta es frecuente y de intensidad baja, y un silencio sísmico de terremotos medios a graves cada 40 años.
- Sismo de 1930: aunque dicha actividad geológica catastrófica, ocurre desde épocas prehistóricas, el terremoto del 24 de diciembre de 1930 (94 años),[6] señaló un hito importante dentro de la historia de eventos sísmicos jujeños, con 6,4 Richter. Pero nada cambió extremando cuidados y/o restringiendo códigos de construcción.[5]
- Sismo de 1948: el 25 de agosto de 1948 (76 años) con 7,0 Richter, el cual destruyó edificaciones y abrió numerosas grietas en inmensas zonas[6][5]
- Sismo de 2010: el 27 de febrero de 2010 (15 años) con 6,1 Richter